# 朱統錩
朱統錩（？—1677年），明朝宗室、南明軍事人物。

## 生平
朱統錩是宜春安簡王朱磐烑的後裔，在天啟七年（1627年）考中舉人，南明滅亡逃入鄱陽湖中。永曆二十八年（1674年），他在貴溪縣詹源起兵，屯駐洪山；八月時收復貴溪，而李標收復都昌。到十月朱統錩取得南康，共攻佔吳鎮豬溪到青山。之後他們被清兵擊敗，走入都昌，又逃到餘干，到廣信山中散紮。次年（1675年）五月，耿精忠的參將陳武魁、趙和尚前來投靠，授與都督，帶著數千人收復萬年；很快因為未能守城南走；至十月，軍隊取得建昌、金谿，斬殺當地同知蔣汝霖、知縣吉必兆，次月朱三、朱四攻入金谿的上清宮。朱統錩命都督徐達榮前往弋陽，而朱三、朱四前往福建。
永曆三十年（1676年），耿精忠授與他敉遠將軍稱號，為宜春王；次年（1677年）八月奪回貴溪、瀘溪及光澤，九月時金淇、尹文郁在瀘溪敗亡。十月，朱統錩進入江滸山，總兵陳龍、蔡淑、馮珩、吳萬惠、何應元叛投清朝，在光澤抓住他和兒子朱議潛、侄子總兵朱議浙，一同被殺。戰事死去四千五百人，三千人投降；同時支援他的許志遠曾多次擊敗清兵，此時也帶著一百八十名官員、九千一百名士兵與武魁都督施建宇、部下二百一十四名官員、一萬九千名士兵投降清朝。

## 分歧記載
據《天啓七年江西鄉試錄》，此年宗生只有兩人：一朱統鎾，新建縣學附學宗生，朱統鉓三弟；一朱統錜，新建縣學宗生。

## 引用
1. 1 2  錢海岳《南明史·卷二十七·列傳第三》：統錩，宜春王裔，天啟七年舉於鄉。國亡，入鄱陽湖中。永曆二十八年，起兵貴溪詹源，屯洪山。八月，復貴溪，李標復都昌。十月，復南康。上自吳鎮豬溪，下至青山，舟楫蔽湖。後為清兵所敗，走都昌，又走餘干。入廣信山中散劄。二十九年五月，耿精忠參將陳武魁、趙和尚來歸，授都督，以眾數千復萬年；尋不守，南走。十月，復建昌、金谿，斬同知蔣汝霖、知縣吉必兆。十一月，朱三、朱四攻金谿，入上清宮。命都督徐達榮入弋陽，朱三、朱四入閩。
2. ↑  錢海岳《南明史·卷二十七·列傳第三》：三十年，精忠授敉遠將軍，稱宜春王。三十一年八月，復貴溪、瀘溪、光澤。九月，金淇、尹文郁敗瀘溪死。十月，入江滸山。總兵陳龍、蔡淑、馮珩、吳萬惠、何應元畔，執統錩光澤，與子議潛、從子總兵議浙死。兵戰死者四千五百人，降者三千人。同時，許志遠為統錩犄角，屢敗清兵，至是率官百八、兵九千一百人；武魁都督施建宇，亦率官二百十四、兵萬九千人降於清。
3. ↑  .   [2023-07-19]. （原始内容存档于2023-07-19）.